# حمام باغوار
حمام باغوار مربوط به دوره صفوی است و در تویسرکان، خیابان انقلاب، کوچه کزازی، محله باغوار، جنب مسجد باغوار واقع شده و این اثر در تاریخ ۱۵ دی ۱۳۸۷ با شمارهٔ ثبت ۲۴۳۲۵ به‌عنوان یکی از آثار ملی ایران به ثبت رسیده است.